# Канака (заказник)
Кана́ка (крим. Kanaka) — ботанічний заказник республіканського значення, що розміщений на теренах Привітнівської сільської ради, підпорядкованої Алуштинській міській раді АР Крим. Створений згідно з Постановою Кабінету міністрів УРСР від 7 січня 1987 № 2 на основі пам'ятки природи, визнаної такою 1947 року.

## Загальні відомості
Землекористувачем території є Державне підприємство «Судацьке лісомисливське господарство». Заказник розміщено у балці Канака на схід від села Рибаче на теренах Привітнівського лісництва у квадратах 38, 39, 40. На теренах заказника у свою чергу розміщено курорт «Канака». На протилежному заказнику схилі гори Стаурнин-Бурну розташовано рідколісся дубу, фісташки. По дні балки Канака протікає однойменна пересихаюча річка, що є повноводною після дощів.
Площа заказника — 160 га біля підніжжя Кримських гір. Він створений 1987 року для захисту в природному стані унікального для Криму цілісного реліктового природного комплексу. Згідно з геоботанічним районуванням рослинність заповідника належить до Гірськокримського округу Кримсько-Новоросійської провінції Середземноморської лісової області.

## Історія
На початку ХХ ст. завдяки важкодоступності і відсутності дороги балка Канака була незаселеною. З початком будівництва курортів в Криму розглядалась можливість будівництва тут курорту по типу Суук-Су чи Сімеїз. З початком Першої світової війни Міністерство землеробства і відділ земельних покращень Російської імперії висунуло ідею будівництва курорту для поранених солдат у балці, захищеній від холодних вітрів горами. Тут планували провести дорогу, насадити парк, збудувати лікувальні корпуси, церкву. Було розпочато збір коштів для курорту «Олександрія» та зібрано 500.000 рублів), але будівництво дороги через схил гори Ян-Туру вздовж узбережжя моря від селища Рибаче вимагало високої кваліфікації фахівців і зрештою було призупинене. З початком громадянської війни питання стало неактуальним і балка Канака стояла недоторканою до 1947, коли її оголосили пам'яткою природи. Про віддаленість і відокремленість балки Канака згадали 1961, коли тут збудували пансіонат «Луч» (згодом «Канакская Балка», «Канака»), «Волга», база відпочинку «Днепр» та 12 «генеральських будинків» — державних дач керівників Міністерства загального машинобудування СРСР, що займались надсекретною космічною галуззю. Верхню частину схилу гори Янтуру тоді засадили рівними рядами кримської сосни у вигляді напису «КРЫМ».
З їхньою розбудовою виникла загроза для залишків гаю реліктових видів дерев, для збереження якого 1987 було створено ботанічний заказник. Особливістю курорту була відсутність приватної житлової забудови. Наприкінці 1980-х років на основі дач розпочалось створення ряд приватних котеджів. Після 2007 на базі пансіонату «Волга» було утворено ряд пансіонатів, готелів місткістю до 100 місць. Із запланованим після 2004 розширенням забудови існує реальна загроза вирубки заказника.

## Характеристика
У балці Канака на нижній частині південно-східного схилу гори Янтуру (343,4 м над р.м.) розташовано однойменний ботанічний заказник для захисту в природному стані реліктового ксерофітного рідколісся з понад тисячі дерев вічнозеленого ялівцю високого (Juniperus excelsa) і фісташки туполистої (Pistacia mutica), що занесені до Червоної книги України. Тут присутня незначна кількість дубу пухнастого (Quercus pubescens Willd.). Стрімкий схил гори сприяє вимиванню ґрунту, призводячи до утворення малих і великих ярів. Власне зарослі ялівцю з середнім віком 300 років і фісташки утримують ґрунт крутих схилах гори. Збереглось декілька дерев ялівцю з стовбуром діаметром близько 0,5 метра віком до 800 років. У першій половині ХІХ ст. у верхній частині балки була вирубана кримська сосна (Pinus nigra), частина заростей ялівцю. Таке засухостійке і світлолюбне рідколісся з ялівцю і фісташки збереглось в Криму лише на мисі Форос, природному заповіднику «Мис Мартьян» та заказнику «Новий Світ».
Також тут росте однорічний зозулинець (Orchis), багаторічний крокус (Crocus), напів-чагарник чебрець (Thymus), що занесені до Червоної книги України.